# 葉輝
葉輝（1952年—），本名葉德輝，筆名有葉彤、方川介、鯨鯨等，廣西合浦人，生於香港。曾任職記者、翻譯、編輯、報社社長，業餘從事現代詩、散文、小說、文學評論寫作。

## 生平
1970年代參與創辦《羅盤》詩刊，並參與《大拇指》、《秋螢詩刊》、《詩潮》、《文學世紀》及《小說風》的編輯工作。憑《浮城後記》、《水在瓶》、《煙迷你的眼》獲文學雙年獎散文推薦獎，《書寫浮城》獲文學雙年獎文學評論推薦獎，《新詩地圖私繪本》獲「香港中文文文雙年獎」文學評論獎，《在日與夜的夾縫裡》獲「香港中文文學雙年獎」新詩獎。現為香港嶺南大學人文學科研究中心顧問、香港浸會大學宗教哲學系顧問及字花顧問，以及商台「光明頂」嘉賓主持、港台《開卷樂》主持。

## 作品
- 《甕中樹》(散文及文藝評論集，1989年，田園書屋；2003年 麥穗出版有限公司) ISBN 9789628621009
- 《爵士怨曲》貝格里原著；葉彤改編，（短篇小說集，1990年，廣雅軒)
- 《尋找國民黨父親的共產黨秘密》（中篇小說集，1990年，創建文庫) ISBN 9789624200793
- 《浮城後記》(散文集，1997年，青文書屋) ISBN 9789627258598
- 《水在瓶》(散文集，1999年，獲益出版社) ISBN 9789624492808
- 《十人詩選》（詩集，合著，1998年，青文書屋）ISBN 9789627258636
- 《觀景窗》（文化評論集，合著，1998年，青文書屋）
- 《書寫浮城》（文學評論集，2001年，青文書屋）ISBN 9789627258709
- 《香港文學評論精選－－新詩地圖私繪本》（文學評論集，2005年，天地圖書）ISBN 9789882115039
- 《吃遍人間煙火》（飲食，2006年，皇冠）ISBN 9789882160018
- 《煙迷你的眼》（散文集，2006年，麥穗出版社）ISBN 9789889870215
- 《書到用時》(文化評論，2008年，文化工房) ISBN 9789881745055
- 《詩話─詩緣與詩教》(文學評論，2008年，麥穗出版社)，ISBN 9789881778123
- 《親密閃光》(散文，2009年，甘葉堂)，ISBN 9789881810019
- 《臥底主義》(散文，2009年，文化工房)，ISBN 9789881816998
- 《在日與夜的夾縫裏》(詩集，2009年，文化工房)，ISBN 9789881878106
- 《書再用時》(文化評論，2010年，唯美生活)，ISBN 9789881934017
- 《最薄的黑 最厚的白：給石頭的情書》(散文，2010年，川漓社)，ISBN 9789881965011
- 《Kairos：身體、房子及其他》(文化評論，2010年，唯美生活)，ISBN 9789881934031
- 《昧旦書》(散文，2011年，新銳文創)，ISBN 9789868681538
- 《曬書記》(文化評論，2011年，牛津大學出版社)，ISBN 9780193973787
- 《Metaxy－－中間詩學的誕生》(文化評論，2011年，川漓社)，ISBN 9789881965035
- 《貓眼與牛眼》(散文，2012年，釀出版)，ISBN 9789866095870
- 《書若蜉蝣》(文化評論，2013年，零度出版社)，ISBN 9789881253101
- 《幽明書簡》(散文，2016年，零度出版社)，ISBN 9789881253118
- 《多寫症的夢與劫》(散文，2018年，悅文堂)，ISBN 9789887761082
- 葉輝、鄭政恆主編：《香港文學大系一九五〇 -- 一九六九‧新詩卷二》(作品集，2020年，商務印書館(香港)有限公司)，ISBN 9789620745898

## 雜誌編輯
- 秋螢詩刊
- 小說風

## 報章專欄
- 明報─星期日生活─書到用時
- 大公報副刊─小公園
- 新報副刊
- 信報副刊-i-See主義
- 文匯報副刊-采風版─琴台客聚